# متحف المواسين

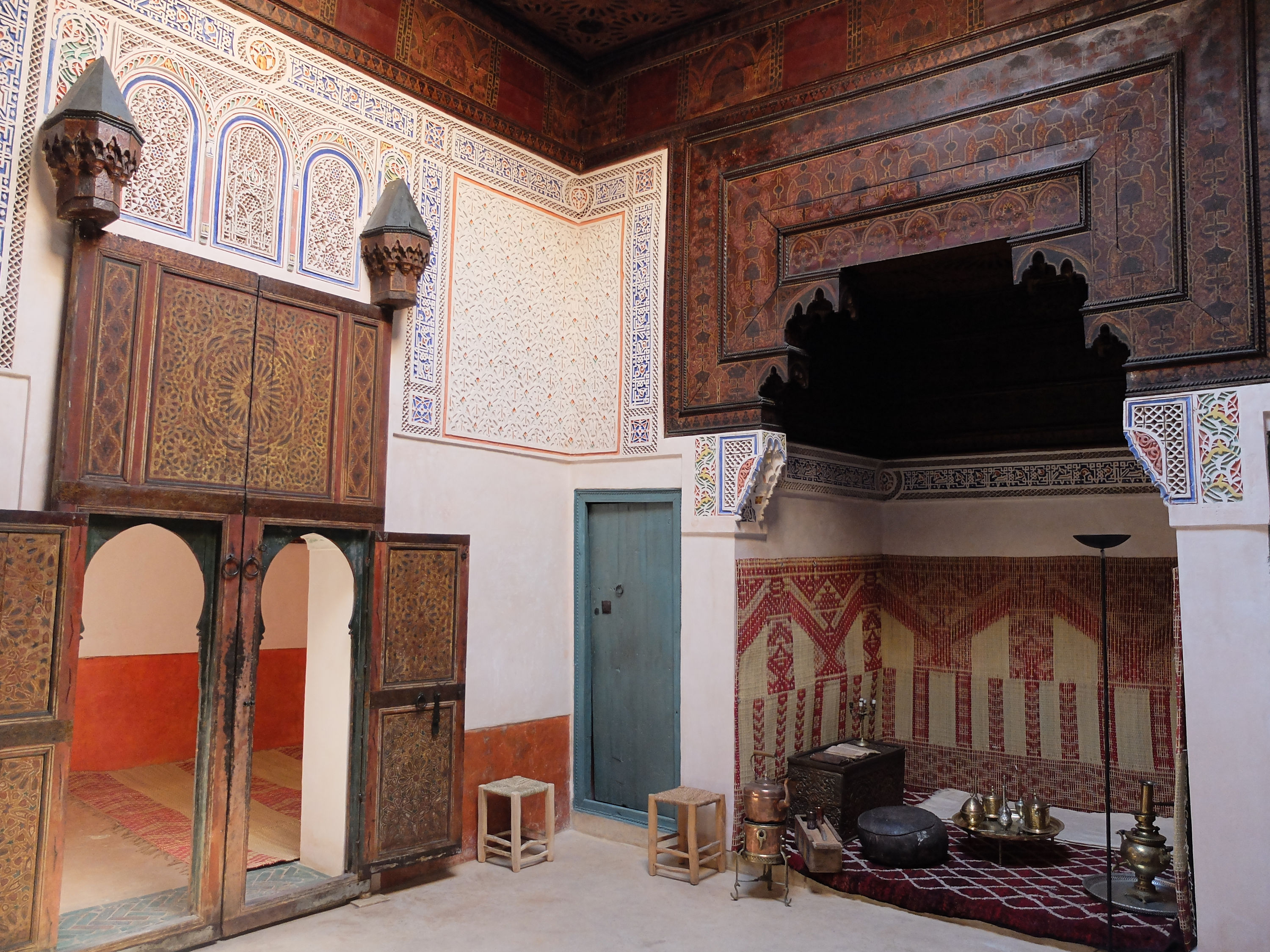
الصالون الرئيسي للدويرية المُرمّمة بالمتحف

متحف المواسين هو متحف يقع في الحي التاريخي «المواسين»، بالمدينة العتيقة لمراكش بالمغرب. يقع المتحف في منزل يعود للقرنين السادس عشر والسابع عشر، تم ترميمه مؤخرًا ويضم شقة في الطابق العلوي تُعرف باسم الدويرية. تم تحويله مؤخرًا إلى متحف للموسيقى، مع معارض دائمة ومؤقتة.

## تاريخ

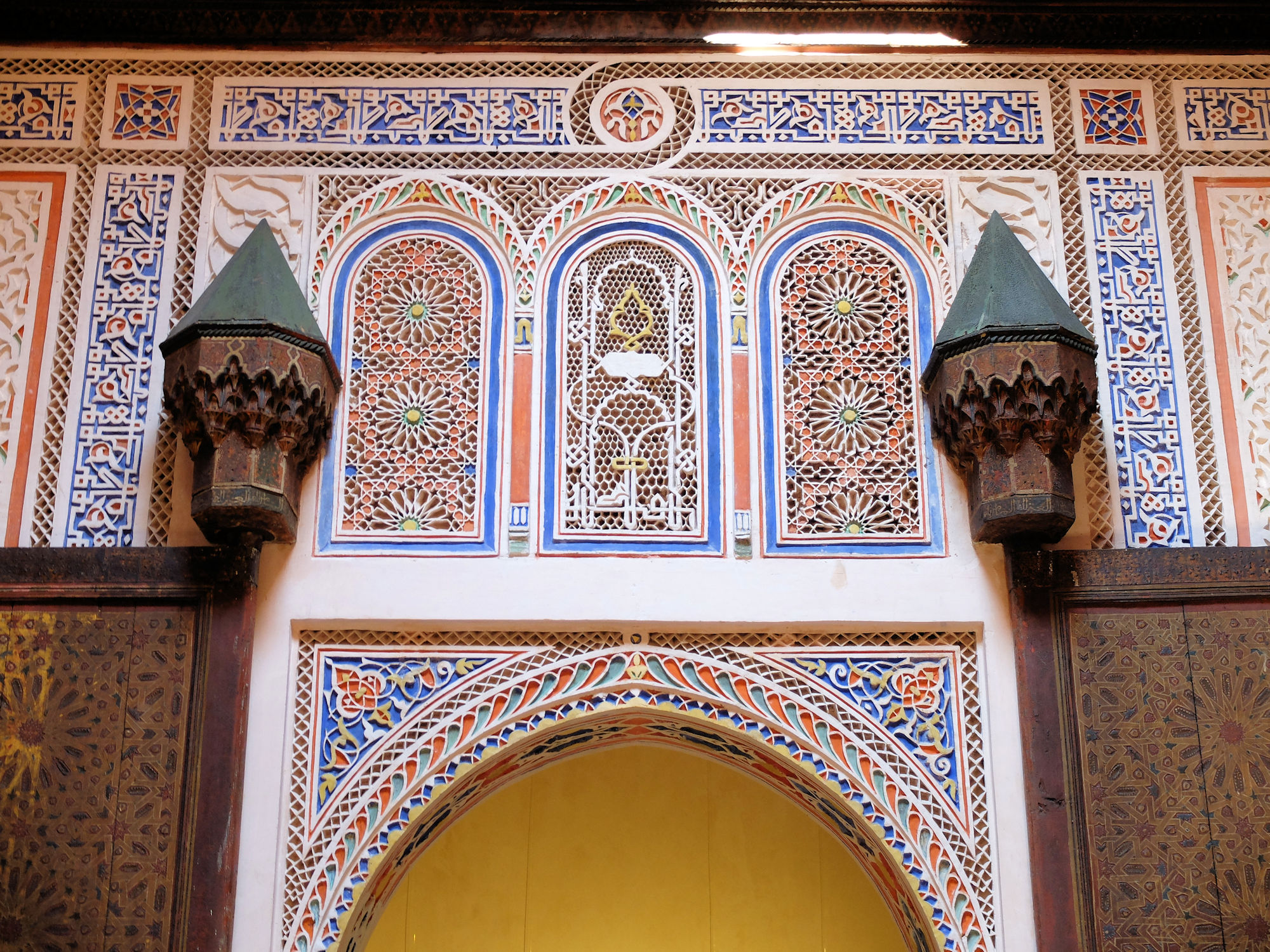
زخرفة الجص في الصالون الرئيسي

يقع المنزل في حي المواسين الذي كان موضوع تطور هام في فترة السعديين (القرن السادس عشر وأوائل القرن السابع عشر). في ستينيات القرن السادس عشر، أمر السلطان مولاي عبد الله الغالب بنقل الجالية اليهودية، التي كانت تحتل هذه المنطقة حتى ذلك الحين، إلى حي الملاح الجديد بجوار قصبة المدينة. هذه الأرض الجديدة المحررة التي أعيد تطويرها لاحقًا إلى أحياء «نموذجية» جديدة تتمحور حول مسجد المواسين والمجمع الديني المشيد حديثًا (بالإضافة إلى مسجد باب دكالة إلى الغرب). أغرى هذا عددًا كبيرًا نسبيًا من العائلات البرجوازية أو الأرستقراطية لبناء مساكنهم هنا، :420-421 مما أدى إلى تركيز المباني التي تعود إلى فترة السعديين في هذه المنطقة. وتشمل الأمثلة على هذه المنازل عهد السعديين، دار الشريفة، ودار المصلوحيين. تم تحويل بعض هذه المنازل اليوم إلى مقاهٍ ومطاعم وفنادق.
يقع المبنى الذي يشغله متحف المواسين اليوم بجوار الزاوية الجنوبية الشرقية لمسجد المواسين، على طول شارع درب الحمام (الذي سمي على اسم حمام المسجد). يتكون من منزل سكني يضم دويرية، وهو عبارة عن منزل صغير أو شقة في الطابق العلوي كانت تستخدم لاستقبال الضيوف، وغالبًا ما تكون مدمجة في رياض أو قصر أكبر. :379  تم بناؤه من قبل عائلة أرستقراطية شريفة في ستينيات القرن الخامس عشر، في الوقت الذي تم فيه إنشاء هذا الحي من قبل السعديين. ومع ذلك، يبدو أن بعض الزخارف الشمسية المرسومة في المنزل تعود إلى عهد السلطان العلوي اللاحق مولاي إسماعيل في أواخر القرن السابع عشر أو أوائل القرن الثامن عشر.
في الآونة الأخيرة، سكن المنزل عائلة الملاخ المحلية (التي تضم الرسام عبد الحي ملخ) منذ عام 1954 على الأقل قبل أن يشتريه باتريك ماناكه (Patrick Manac’h) وحميد ميجاني (Hamid Megani) سنة 2012، مؤسسا متحف آخر في المدينة، هو دار الصورة بمراكش. على الرغم من أن بعض الأبواب والأسقف الخشبية القديمة كانت مرئية، فقد اشتبه مناكه في أن الجدران الأصلية للمنزل قد تكون مخفية تحت طبقات الجص الأخيرة، وقام بمساعدة كزافييه سالمون، أمين متحف اللوفر، بالتحقيق في الأمر. أجروا اختبارات واكتشفوا أنه تحت الطبقات السميكة من الجص الأبيض الحديث كان الجص الأصلي ذو الأساس الوردي من الجبس للدويرية التاريخية. بمساعدة سالمون وخبراء آخرين، تم تعيين فريق من الحرفيين لإزالة الجص الحديث بعناية واستعادة الزخرفة الأصلية بصعوبة. حتى بعض الألوان الأصلية تم الحفاظ عليها؛ :280 تم افتتاح المنزل التاريخي كمتحف ومكان ثقافي في عام 2014، وفي عام 2019 أصبح أيضًا متحفًا للموسيقى المغربية، بالإضافة إلى استضافة العروض الموسيقية المنتظمة.

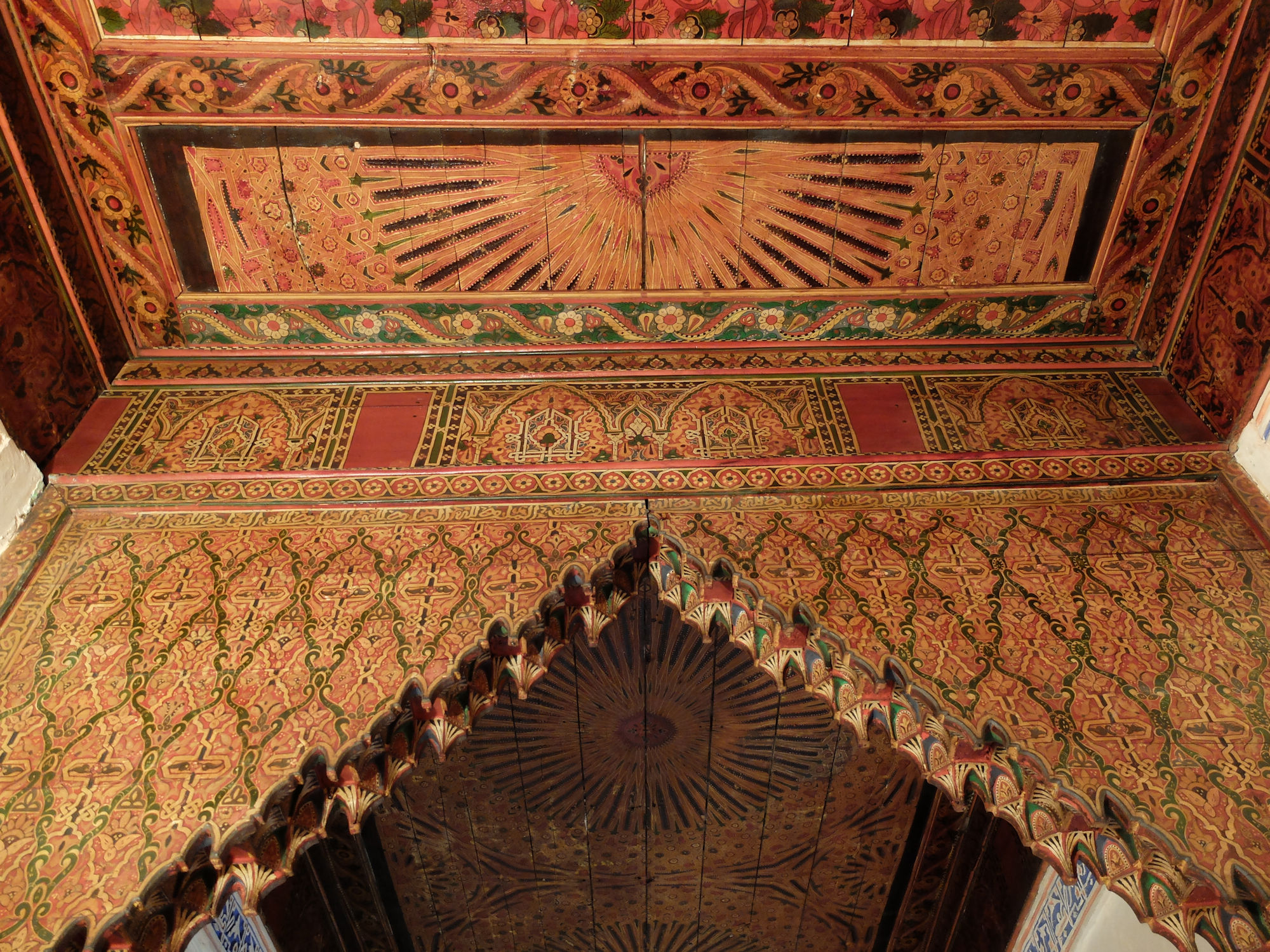
أسقف خشبية مطلية في إحدى الغرف الجانبية

## الهندسة العامة
تقع الدويرية أو الشقة في الطابق العلوي من المنزل ويمكن الوصول إليها عبر درج قصير. يؤدي هذا إلى صالون مربع مغطى بسقف خشبي مع كوة مركزية. توجد على جانبي الصالون، في مواجهة بعضهما البعض، تجاويف كبيرة كانت بمثابة مناطق جلوس ومحمية بمظلات أو أسقف خشبية خاصة بها. يحتوي الجانبان الآخران من الصالون على مداخل كبيرة تؤدي إلى غرف جانبية ربما تم استخدامها كغرف نوم أو صالونات ثانوية. الغرفة المركزية الرئيسية غنية بشكل خاص بالديكور، مع الجص المنقوش الذي يتميز بزخارف هندسية إسلامية وزخارف الخط الكوفي، بالإضافة إلى الأسقف الخشبية المنحوتة والمطلية. تحتوي الغرف الجانبية أيضًا على أسقف مطلية تتميز بزخارف من عهد السلطان مولاي إسماعيل (أواخر القرن السابع عشر إلى أوائل القرن الثامن عشر).